# Albrechtice nad Orlicí
Albrechtice nad Orlicí è un comune della Repubblica Ceca facente parte del distretto di Rychnov nad Kněžnou, nella regione di Hradec Králové.